# Charles-Henri Ribouté
Ne doit pas être confondu avec François-Louis Riboutté.
Charles-Henri Ribouté est un poète français, né en 1708 et mort en 1740.
Il est connu pour être l’auteur, notamment, du poème Que ne suis-je la fougère.